# ألبرتو بوتشي
ألبرتو بوتشي (بالإيطالية: Alberto Bucci) هو مدرب كرة سلة إيطالي، ولد في 25 مايو 1948 في بولونيا في إيطاليا، وتوفي في 9 مارس 2019 في ريميني في إيطاليا بسبب سرطان البنكرياس.